# مير عرب

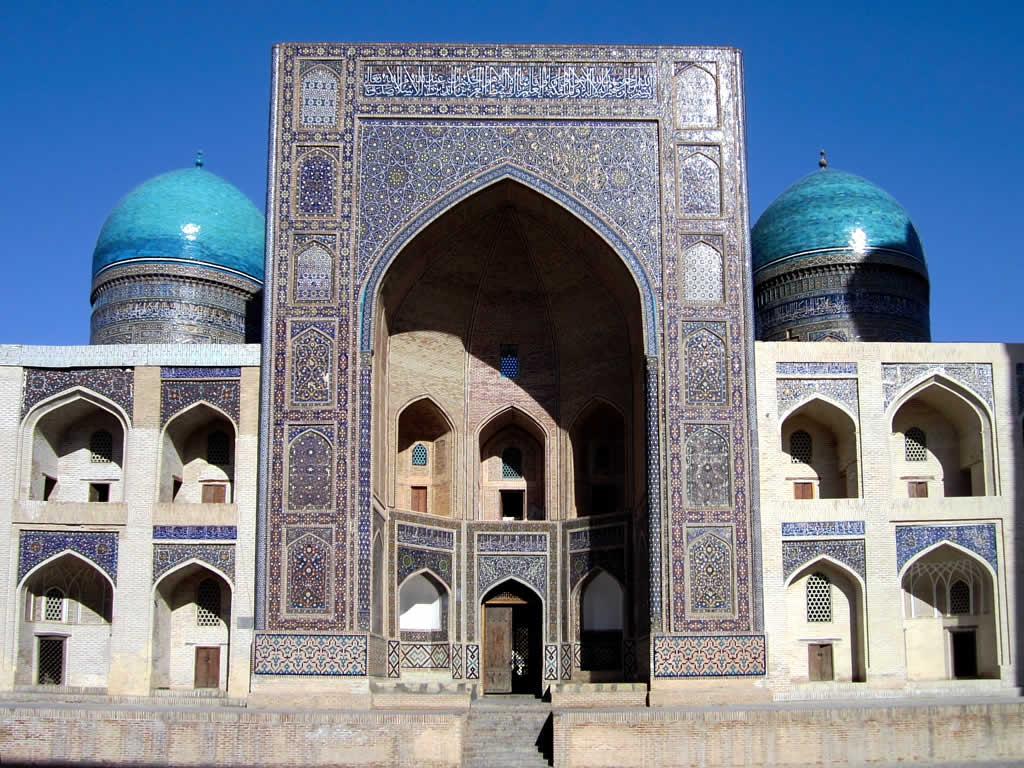
مدرسة مير عرب

مير عرب مدرسة إسلامية بناها الأمير سعيد بن عبد الله اليمني الملقب بمير عرب أو أمير عرب في (1530 – 1536) م وسميت باسمه، تقع المدرسة في بخارى في أوزبكستان حالياً. أغلق الروس المدرسة بعد قيام الثورة البلشفية في روسيا سنة 1917 وأعيد فتحها في سنة 1945. درس في هذه المدرسة كثير من علماء الدين الإسلامي في آسيا الوسطى وروسيا وأفغانستان.
شيدت في عصر الشيبانيين وتضم المدرسة 160 غرفة للتدريس، وهي تقابل مسجد كاليان. وهي تعتبر منذ 1993 أحد موقع التراث العالمي.

## عمارة المدرسة
تتكون المدرسة من صحن يحيط به أربعة أروقة مقسمة إلى طابقين، ويوجد في زوايا البناء حجرات مربعة تحمل فوقها قباب، وإيوان القبلة مزخرف بمجموعة من المقرنصات والقاشاني وشبابيك مفرغة، كما يوجد بحائط القبلة زخارف من الفسيفساء التي تشكل ما بينها أطباقًا نجمية بألوان أبيض وأزرق وأخضر وأصفر وأسود.